# Mettmach
Mettmach è un comune austriaco di 2 377 abitanti nel distretto di Ried im Innkreis, in Alta Austria; ha lo status di comune mercato (Marktgemeinde).